# 三木松平家
三木松平家（みつぎまつだいらけ）は、三河国碧海郡三木郷（現在の愛知県岡崎市上三ツ木町）発祥の松平氏の庶流。徳川家康の大叔父にあたる松平信孝が始祖とされ、十八松平の一つとされる。嫡流は江戸幕府の開府以前に断絶し、『寛政重修諸家譜』（以下『寛政譜』）編纂時点では庶家2家が旗本として存続している。
家康から見て最も新しく松平宗家から分かれた家であり、『寛政譜』では最初に家譜が掲げられている。

## 沿革

### 立家から「絶家」まで
徳川家康の曾祖父にあたる松平信忠は、家督を清康に譲る際、二男の信孝（蔵人）に械木（合歓木、現在の岡崎市合歓木町）を、三男の康孝に三木の地を分与した。天文4年（1535年）、松平信定（桜井松平家。信孝の叔父にあたる）が松平広忠（信孝の甥にあたる）を岡崎から逐ったが、信孝は大久保忠俊らとともに広忠の帰還を謀り、天文6年（1537年）5月1日に広忠は岡崎への帰城に成功した。信孝は広忠に重く用いられたが、やがて増長し、松平親長（岩津松平家）や、弟の康孝の遺領を押領し、三木に拠点を移した。「三木松平」という家名は信孝が三木に住したことによるとされるが、この土地は弟から押領した土地ということになる。
天文16年（1547年）正月、信孝が今川家に年始の使者として派遣されている留守中に、妻子や家臣が岡崎から追放された。『寛政譜』は「岡崎の老臣等」が信孝の増長を警戒し、第二の信定となる危惧を広忠に告げたという事情を載せる。信孝は今川義元に調停を要請したが、広忠や「岡崎の老臣等」との関係修復は実現せず、上和田城主松平忠倫に与して織田信秀に通じ、広忠から離反した。なお、この事件を広忠の後見人である信孝と老臣等（阿部大蔵ほか）との権力争いの結果とする見解や、盟友水野信元と連携した上での離反とする（広忠と於大の方の離縁の実際の原因とする）見解もある。信孝は三木城および岡城を拠点として明大寺合戦で岡崎の広忠と戦い、天文17年（1548年）4月に菅生河原で戦死した。
信孝の子・松平重忠（九郎右衛門）は家康に仕えて大番頭を務め、慶長5年（1600年）致仕、慶長6年（1601年）12月2日に死去。しかし、重忠の跡を継いだ子の忠清（与十郎）も同年12月22日に死去した。忠清には嗣子がなかったため、三木松平の本家は絶家とされる。また信孝の外孫榊原正吉の娘が庄内藩主酒井家次に嫁いで血脈を伝えている。

### 松平忠利とその子孫
忠清の弟・松平忠利（九郎右衛門）は、これより先に父の知行から500石を分与されて別家している。しかし慶長14年（1609年）に伏見城番中の「落度」を咎められて改易された（これは、上司にあたる大番頭水野忠胤の処分と関連する。水野忠胤の項を参照）。その後忠利は、大坂の陣に井伊直孝に属して参加し、玉造口で戦功を挙げたという。寛永9年（1632年）7月17日、さきに水野忠胤配下で勘気を蒙った者たちが赦免され、忠利も幕府に召し返された。忠利は大番に復帰し、蔵米300俵を給された。
忠利の子孫は「与十郎」「九郎右衛門」などを通称として受け継ぎ、おおむね大番に列した。忠利の子の重利は大番組頭を務めて200俵を加増され、重利の子・忠義は下総国内で500石の知行取りとなった。『寛政譜』編纂時の当主は松平忠敷で、御小納戸・御小姓を務め、寛政9年（1797年）に従五位下安房守に叙せられている。
このほか、松平忠義の弟の忠政（弥五左衛門、小兵衛）が別家を立てている。この家は200俵取りで歴代が大番に列しており、『寛政譜』編纂時の当主は松平忠寿（与市郎）。

## 家紋
『寛永諸家系図伝』では家紋は「沢瀉」とされている。『寛政譜』では、松平忠敷（九郎右衛門・安房守）家の家紋を「丸に蔦」「鬼蔦」としている。松平忠寿家の家紋は「丸に鬼蔦」「九曜」「五三桐」とある。

## 備考
- 『寛政重修諸家譜』には、松平重忠（九郎右衛門）が徳川家康の木像を彫刻したというエピソードが「家伝」として載る[7]。重忠は手製の木像を長らく屋敷に安置していた[7]。このことを聞いた家康は、木像を持参させてこれを見、自分の死後にはこれを拝するように、と言って重忠に返した[7]。この木像は忠利の家に伝えられ、のちに忠利の家の菩提寺となった目白の養国寺に奉納された[7]。家康像は境内に別殿を設けて祀られ、養国寺は「権現様の寺」と呼ばれたという[12]。